# Lontra-neotropical
A lontra-neotropical (nome científico: Lontra longicaudis), também conhecida como lobinho-de-rio e lontrinha, é uma espécie de mamífero da família dos mustelídeos (Mustelidae). Ocorre na América Central e América do Sul, do noroeste do México até o Uruguai. Habita em rios, lagos e lagoas em vários ecossistemas, como pantanais, florestas tropicais e cerrados. A lontra-neotropical prefere viver em águas claras, onde alimenta-se principalmente de crustáceos e de peixes. Esta lontra possui tanto hábitos noturnos quanto diurnos. Está localizada na classe mais alta da cadeia alimentar como um animal importante para todo o ecossistema aquático, sendo, portanto, um indicador de boa qualidade biológica para o ambiente. As lontras são cativantes e atrativas, sendo utilizadas como formas de sensibilização do público tanto para a conservação da espécie como para a importância das áreas úmidas em geral. 
Fatores impactantes são frequentes na vida das lontras neotropicais, provenientes principalmente de ações humanas. As populações são afetadas pelo desmatamento, agricultura, caça, pesca, construção de hidroelétricas, como também pelo uso intensivo da navegação. Desde os anos de 1960 e 1970, essas atividades foram consideradas problemáticas, destacando-se a caça como a pior ameaça, pois desde aquela época a pele das lontras possuía um alto valor comercial. Em relação à pesca, quando consideradas prejudiciais à atividade, as lontras sofrem perseguição, levando a um maior atentamento à conservação da espécie. A poluição proveniente das usinas hidroelétricas e agricultura atinge os rios e lagos, afetando tanto diretamente como indiretamente a população das lontras neotropicais.
As margens dos corpos d'água são locais em que realizam várias atividades como a limpeza de pelo, criação de filhotes, descanso e marcação territorial. Por esse motivo, a poluição da água e a retirada da mata ciliar são entendidas como ameaças à população das lontras. Além disso, outros fatores como atropelamento acidental e construção de barragens causam frequentemente a morte desses animais.

## Etimologia
O nome lontra é derivado do latim Lutra, da palavra italiana Loutre. Esse nome é utilizado para derivar os grupos de mamíferos das lontras. O epíteto, ou seja, o nome utilizado para qualificar algo, vem do latim e significa "que tem cauda longa". 

## Taxonomia e evolução
As lontras-neotropicais pertencem ao reino Animal e ao filo dos cordados. Sua classe inclui-se aos Mamíferos, integra-se à ordem dos carnívoros, representados pela família dos mustelídeos. Pode ser chamada pelo nome científico Lontra longicaudis, com sinônimo de Lutra longicaudis. Possui alguns nomes comuns traduzidos do inglês como lontra de la plata, lontra-de-cauda-comprida, lontra de rio neotropical, lontra de rio da américa do sul. Alguns nomes em espanhol são gato de água, lobito del plata, nutria de agua e perro de agua.
A taxonomia do gênero Lontra é um assunto que foi bastante discutido. Dentre os assuntos de taxonomia da lontra foram identificadas variações morfológicas entres os animais do Novo e do Velho Mundo. Além disso, houve a separação em dois gêneros (Lontra e Lutra), resgatando para o Novo Mundo a espécie de gênero Lontra Grey que pertencia ao gênero Lutra. Desse modo, foi possível aplicar o nome Lontra longicaudis às lontras neotropicais. Após utilizar o citocromo b mitocondrial para deduzir as relações filogenéticas da subfamília Lutrinae, foi possível concluir que a Lontra e a Lutra formam dois grupos monofiléticos, comprovando assim a separação dos dois gêneros.

## Distribuição geográfica
A espécie lontra-neotropical é encontrada no Uruguai, México, Argentina e em todo o território brasileiro. No Brasil, a lontra não é encontrada em regiões áridas como o nordeste, por apresentar características fisiológicas,morfológicas e de comportamento adequadas para viver em habitats aquáticos. Costuma se abrigar na mata ciliar, uma vez que se apresenta às margens de lagos, nascentes, córregos e represas, cuja vegetação impede intempéries, ou seja, condições climáticas extremas, bem como protege as lontras contra a perturbação humana.

### Habitat
Os habitats das lontras neotropicais podem variar, destacando-se as costas rochosas, florestas tropicais quentes e frescas, florestas perenes e savanas costeiras. Para um habitat de boa qualidade, é necessário que haja uma boa cobertura ciliar e um potencial de água em abundância. O nível do mar pode variar de 1 500 a 4 000 metros, entretanto na zona costeira de distribuição de espécies foram registradas ocorrendo abaixo de 300 metros. As lontras, mesmo sendo sensíveis à poluição e substâncias químicas, são encontradas em habitats que sofrem influência humana, como por exemplo atividades pecuárias e agrícolas.

### Refúgio
A lontra refugia-se em lugares próximos aos rios. Pode ser encontrada em ambientes semelhantes às cavernas para criação de seus filhotes. Constrói seus ninhos em bancos de folhas, buracos cavados, bem como no oco de árvores. Costuma conviver em tocas a cerca de 150 m da margem dos rios, para que possa refugiar-se e ao mesmo tempo ter acesso à água. As tocas servem como abrigos para os filhotes das lontras quando há ocorrência de inundação.

## Descrição e características
A lontra-neotropical apresenta médio porte, seu peso pode variar entre 5 a 12 kg, além de possuir cerca de 1,37 m de comprimento. Possui comportamento ativo durante o dia, como também atividades noturnas. Convive somente em casais ou solitários, não costumando formar grupos. Outra característica é vista no corpo da lontra com formato alongado, com a cauda achatada e espessa. Possui musculatura flexível, como também membranas interdigitais entre os cinco dedos, que servem para auxiliar na natação. Seu pelo apresenta duas camadas densas para realizar o isolamento térmico. O focinho é constituído por órgãos sensoriais que possuem prolongamentos de pelos queratinosos chamados fibrilas, para auxiliar na localização da presa quando dentro d'água. 

## Ecologia e comportamento

### Dieta
A lontra-neotropical possui vários itens alimentares, sendo os principais: peixes, crustáceos e algumas espécies que lhe agradam mais, resultando assim em uma maior variedade de alimentos que a lontra adquire através de uma seletividade. Há também uma seletividade em relação ao tamanho da presa alimentar da lontra, buscando tamanho mais propício para realizar uma melhor digestão.
A dieta alimentar é estudada através de análises fecais. Este é um método considerado não invasivo para as lontras, sendo facilmente praticado e capaz de fornecer dados de suas presas. Dentre os resultados, encontra-se uma gama de itens alimentares, sendo o principal deles o peixe. Em medidas menores, são localizados crustáceos, moluscos, mamíferos, répteis e aves. Dentre a classe de peixes, o grupo dos Ciclídeos está em evidência na alimentação. A descoberta dos tamanhos dos cíclicos é baseada nas escamas de dois exemplares desse grupo, Crenicichla punctata e Gymnogeophagus labiatus, os quais são encontrados nas fezes da lontra. Embora os mamíferos sejam encontrados em menor quantidade na dieta, é comum a presença de alguns exemplares dessa classe, como a capivara Hydrochoerus hydrochaeris, ratão do banhado Myocastor coypus, tatu Cingulata Dasypodidae, o zorrilho Conepatus chinga e o gambá Didelphis albiventris. Na classe dos répteis são encontrados mais frequentemente nas fezes serpentes e restos de tartaruga de água doce. 

### Predação
A predação, no âmbito dos processos ecológicos, é um hábito natural e fundamental para a manutenção da biodiversidade. Naturalmente, as lontras são livres de predadores naturais típicos, porém podem ser caçadas ocasionalmente por predadores de maior nível trófico, tais como a onça-pintada, jacaré-açu e sucuri-verde, mas também podem ser eliminadas em competições com as ariranhas, a espécie de mustelídeo dominante do mundo subaquático.
Além disso, quando há a coexistência entre os carnívoros e animais domésticos, a predação é capaz de gerar conflitos entre eles. Tratando-se das lontras, esses conflitos causam uma redução significativa no tamanho populacional da espécie.

### Reprodução e ciclo de vida

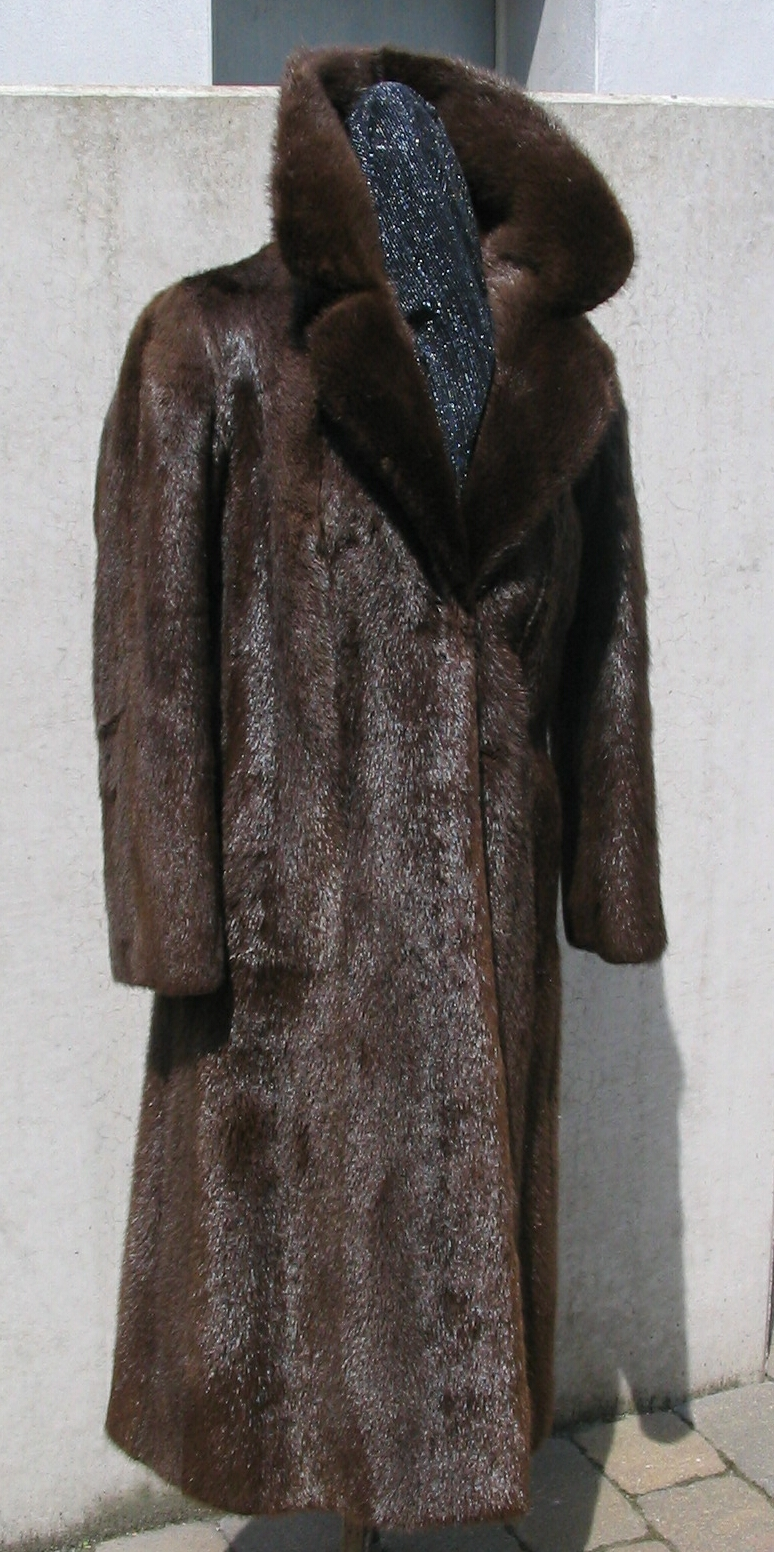
Casaco de pele de lontra

A reprodução das lontras ocorre ao longo do ano, principalmente nas estações consideradas secas e baixas. O período gestacional dura cerca de 56 dias. A quantidade de filhotes é variável, podendo ocorrer entre um a cinco filhotes. Ao nascerem, não possuem visão, podendo enxergar e realizar suas atividades somente a partir de 74 dias. Durante o primeiro ano de vida, os filhotes vivem sob os cuidados da mãe. Apesar de viverem bastante tempo na água, a reprodução das lontras neotropicais ocorre na superfície terrestre. 
Análises anatômicas dos testículos demonstraram que a lontra neotropical possui testículos que podem pesar cinco vezes mais que os testículos das ariranhas (Pteronura brasiliensis), uma espécie de mustelídeo que vive em simpatria com a lontra neotropical em algumas localidades, sugerindo um sistema de acasalamento não monogâmico, provavelmente poligínio ou promíscuo, onde os machos acasalam com mais de uma fêmea durante o período reprodutivo.

## Ações de conservação
Na história, a ameaça de extinção nos anos de 1960 a 1970 devia-se à comercialização da pele, que possuía alto valor comercial. Nos tempos atuais, alguns conflitos entre piscicultores e as espécies são comuns. A principal consequência pode ser analisada na densidade populacional das lontras, pois, nesses conflitos, é comum a morte dos animais como resolução dos problemas.
Algumas medidas de conservação foram realizadas pela UICN (União Internacional de Conservação da Natureza). A União contava com o Plano de Ação de Conservação de 1990 para preservação de todas as espécies das lontras. Podem-se destacar nesse plano alguns tópicos muito importantes, como o estudo da ecologia e biologia com fins de conservação, distribuição atual das lontras, monitoramento das populações presentes nas áreas reservadas e o planejamento das formas de diminuição dos conflitos entre as lontras e os piscicultores.
Além disso, é proposta a recuperação e a preservação dos habitats das lontras, como as matas ciliares e os corpos d'água onde vivem as espécies. Soma-se, também, o desenvolvimento de pesquisas para aprimorar os estudos sobre os parâmetros populacionais em diferentes biomas. É necessário estudo sobre os impactos que influenciam a ecologia dos animais e seu comportamento. Ressalta-se a importância da educação ambiental e a ampliação das Unidades de Conservação, as quais promovem a conexão entre as populações das lontras e a proteção das regiões, garantindo a permanente existência das lontras-neotropicais.